# Sanya Richardsová-Rossová
Sanya Richardsová-Rossová, nepřechýleně Sanya Richards-Ross (* 26. února 1985 Kingston, Jamajka) je bývalá americká atletka, sprinterka. V roce 2006 a 2009 zvítězila v anketě Atlet světa.
Její hlavní disciplínou je běh na 400 metrů, rovněž je častou účastnicí štafety na 4 × 400 m. Její osobní rekord ze září 2006 – 48,70 s – je americkým národním rekordem.
Sanya Richardsová-Rossová získala čtyři olympijské tituly z athénských her, OH v Pekingu a olympiády v Londýně. Je také pětinásobnou mistryní světa a dominovala i na mítincích Zlaté ligy.